# Златист чакал
Златистият или златен чакал (Canis aureus), още наричан азиатски, ориенталски или просто чакал, e хищник със среден ръст, един от най-големите представители на чакалите и единственият, който се среща извън Африка, представен от няколко подвида. Характерни местообитания са Югоизточна Европа, включително в България, и в Южна Азия до Мянмар. Предпочитат гъстите горски участъци с неголяма площ, иглолистни гори и сечища в близост до големите градове.
Въпреки че често се разглежда заедно с другите видове чакали (черногръб чакал и ивичест чакал), генетичните изследвания показват, че той не е пряко свързан с тях, а е по-близо до групата на вълците, в това число: сивия вълк (и домашното куче) и койота. Генетично доказателство е плътната форма на черепа, която свидетелства за връзката му с койота и сивия вълк, отколкото с другите чакалови видове. 
Видът е описван с няколко африкански подвида. Генетично изследване публикувано през 2015 г. обаче доказва разлики в произхода на африканските подвидове. Определя ги като нов вид отделил се от линията на вълка преди около 1,3 милиона години. Златистите чакали са се отделили от тази линия преди 1,9 млн. години. Поради сходството във външния вид, по-големия размер на тялото и аналогията с името на вида, към който са причислявани, африканските подвидове са наречени златист вълк или златист африкански вълк.

## Характеристики на тялото
Златистият чакал има къса, рошава козина, обикновено жълта до бледозлатиста с кафяв край на косъма, като цветът варира в зависимост от сезона и местообитанието. Чакалите, живеещи в планински райони имат по-тъмна до сивееща окраска.
Дължината на тялото е между 70 и 105 см (28 – 42 инча), на опашката е 20 – 36 см (8 – 14 инча), височината при холката (изправено положение) е около 45 – 50 см (18 – 20 инча), а теглото му от 8 до 15 кг (15 – 33 паунда). Мъжките са малко по-едри от женските (с около 15 %). Женските раждат от 4 до 8 малки.

## Размножаване
Златистият чакал е строго моногамен вид. В повечето фамилии има 1 или 2 възрастни животни, които са 'помощници'. Това са чакали, достигнали сексуална зрялост, но нямащи собствено поколение, а останали с родителите си, за да им помогнат да отгледат следващо поколение.
Размножителният период варира по местообитание. В югоизточна Европа през април-май и без значение от сезона в тропическа Азия.